# 143
Cette page concerne l'année 143  du calendrier julien. Pour l'année 143 av. J.-C., voir 143 av. J.-C. Pour le nombre 143, voir 143 (nombre).
L'année 143 est une année commune qui commence un lundi.

## Événements
- 1er janvier : début du consulat d'Hérode Atticus, peut-être en remerciement pour avoir assuré l'éducation de Marc Aurèle[1].

- Troubles en Dacie[2].